# Budowniczy (urząd)
Budowniczy – urząd ziemski Wielkiego Księstwa Litewskiego.
Był jedną z dawnych godności, która nie miała swojego odpowiednika w Koronie. Zajmował niższe miejsce w hierarchii litewskich urzędów ziemskim. Należała do niego opieka nad budynkami publicznymi na powierzonym sobie terytorium. W XVIII wieku urząd praktycznie pozbawiony był znaczenia.